# Benthamiella
Benthamiella, biljni rod iz porodice pomoćnica smješten u tribus Benthamielleae, dio potporodice Cestroideae. Sastoji se od 12 vrsta polugrmova iz Južne Amerike, u južnom Čileu i južnoj Argentini (Patagonija).
Rod je opisan u Anales de la Sociedad Científica Argentina 15: 109. 1883.

## Vrste
1. Benthamiella azorella (Skottsb.) C.Soriano
2. Benthamiella azorelloides Speg.
3. Benthamiella chubutensis C.Soriano
4. Benthamiella graminifolia Skottsb.
5. Benthamiella lanata C.Soriano
6. Benthamiella longifolia Speg.
7. Benthamiella nordenskioldii Dusén ex N.E.Br.
8. Benthamiella patagonica Speg.
9. Benthamiella pycnophylloides Speg.
10. Benthamiella skottsbergii C.Soriano
11. Benthamiella sorianoi S.Arroyo
12. Benthamiella spegazziniana C.Soriano

## Sinonimi
- Saccardophytum Speg.; Anal. Soc. Ci. Argentina. 53: 181 (1902), et Nov. Add. Fl. Patag. 2:, repr. 61 (1902)